# Nureddin Nebati
Nureddin Nebati (n. 1 ianuarie 1964, Viranşehir, Turcia) este un politician turc de origine arabă, ocupând de la 2 decembrie 2021 funcția de ministru al trezoreriei și finanțelor în Turcia.